# Хандли, Бретт
Бретт Алан Хандли-младший (англ. Brett Alan Hundley Jr.; 15 июня 1993, Финикс, Аризона) — профессиональный американский футболист, квотербек клуба НФЛ «Индианаполис Колтс». Ранее играл за «Грин-Бей Пэкерс» и «Аризону Кардиналс». На студенческом уровне выступал за команду УКЛА. На драфте НФЛ 2015 года был выбран в пятом раунде.

## Биография

### Ранние годы, школа и университет
Бретт Хандли родился 15 июня 1993 года в Финиксе в семье Бретта-старшего и Эйприл Хандли. Его отец в 1986 году играл за команду Аризонского университета на позиции раннинбека. У Бретта есть две старших сестры — Тейтум и Пэрис, страдающая от эпилепсии. С 2011 года Хандли регулярно принимает участие в благотворительных мероприятих по сбору средств для организаций, занимающихся борьбой с заболеванием. Его первым тренером стал Джим Юэн, у которого Бретт играл в школьной команде в Чандлере. В 2009 году его признали Игроком года в Аризоне.
В 2011 году Бретт поступил в Калифорнийский университет в Лос-Анджелесе, изучал социологию. В 2012 году он стал стартовым квотербеком университетской команды «УКЛА Брюинз». В дебютном для себя сезоне в чемпионате NCAA Хандли принял участие во всех четырнадцати играх, набрав 3 740 пасовых ярдов и установив новый командный рекорд. В игре за Холидей Боул 27 декабря он набрал 329 пасовых ярдов и сделал три тачдауна, но «Брюинз» уступили «Бэйлор Беарз» со счётом 26:49. По итогам сезона Бретт был признан Новичком года своей команды.
В 2013 году Хандли сыграл во всех тринадцати матчах. В игре с «Калифорнией Голден Беарз» он установил личный рекорд, набрав 410 пасовых ярдов. Сезон для команды завершился 31 декабря матчем за Сан Боул в Эль-Пасо. «Брюинз» со счётом 42:12 переиграли «Виргинию Тек Хокис», а Бретт вместе с партнёром по команде Джорданом Зумвалтом разделил награду Самому ценному игроку матча, сделав по два пасовых и выносных тачдауна.
Последний сезон за «Брюинз» Хандли провёл в 2014 году, снова сыграв во всех тринадцати матчах команды. Он стал первым стартовым квотербеком в истории университета, сумевшим одержать не менее девяти побед в трёх сезонах подряд. По итогам чемпионата Бретт вошёл в число двадцати пяти лучших игроков NCAA по шести разным статистическим показателям. Также он установил новый командный рекорд по числу пасовых тачдаунов за карьеру, доведя их число до семидесяти пяти.

#### Статистика выступлений в чемпионате NCAA
| Сезон | Команда     | Игры | Пас | Пас   | Пас  | Пас   | Пас | Пас | Пас | Пас   | Вынос | Вынос | Вынос | Вынос |
| Сезон | Команда     | Игры | Cmp | Att   | Pct  | Yds   | Y/A | TD  | Int | Rtg   | Att   | Yds   | Avg   | TD    |
| ----- | ----------- | ---- | --- | ----- | ---- | ----- | --- | --- | --- | ----- | ----- | ----- | ----- | ----- |
| 2012  | УКЛА Брюинз | 14   | 318 | 478   | 66,5 | 3 740 | 7,8 | 29  | 11  | 147,7 | 160   | 355   | 2,2   | 9     |
| 2013  | УКЛА Брюинз | 13   | 248 | 371   | 66,8 | 3 071 | 8,3 | 24  | 9   | 152,9 | 160   | 748   | 4,7   | 11    |
| 2013  | УКЛА Брюинз | 13   | 271 | 392   | 69,1 | 3 155 | 8,0 | 22  | 5   | 152,7 | 159   | 644   | 4,1   | 10    |
| Всего | Всего       | 40   | 837 | 1 241 | 67,4 | 9 966 | 8,0 | 75  | 25  | 150,8 | 479   | 1 747 | 3,6   | 30    |

### Профессиональная карьера
В 2015 году Бретт выставил свою кандидатуру на драфт НФЛ. В качестве сильных сторон Хандли сайт лиги выделял его комплекцию, способность маневрировать на поле, хорошую технику выполнения броска и скорость. Возможность играть в выносном нападении увеличивает опасность квотербека в непосредственной близости от зачётной зоны соперника. Слабыми сторонами указывались слабое чтение игры защитников, некоторую медлительность в принятии решений, из-за которой за три года в университете Хандли 125 раз попадал под сэк. Отмечалось, что в «Брюинз» нападение больше использовало короткие передачи, что позволяло нивелировать недостатки своего квотербека.
На драфте Бретт был выбран в пятом раунде под общим 147 номером клубом «Грин-Бей Пэкерс». Комментируя итоги драфта аналитик сайта НФЛ Майк Далгериан сказал, что развитие игрока за спиной Аарона Роджерса можно назвать благом для Хандли, которому потребуется не меньше двух лет для адаптации в лиге.

#### Грин-Бей Пэкерс
7 мая 2015 года он подписал с «Пэкерс» четырёхлетний контракт. Директор клуба по работе с игроками Элиот Вулф, комментируя соглашение, сказал, что Хандли есть куда развиваться и организация нападения в университете существенно отличается от принятой в «Грин-Бей». Обозреватель сайта НФЛ Марк Сесслер отметил, что Хандли будет вести борьбу за место второго квотербека команды с Мэттом Бланчардом и Скоттом Толзиеном.

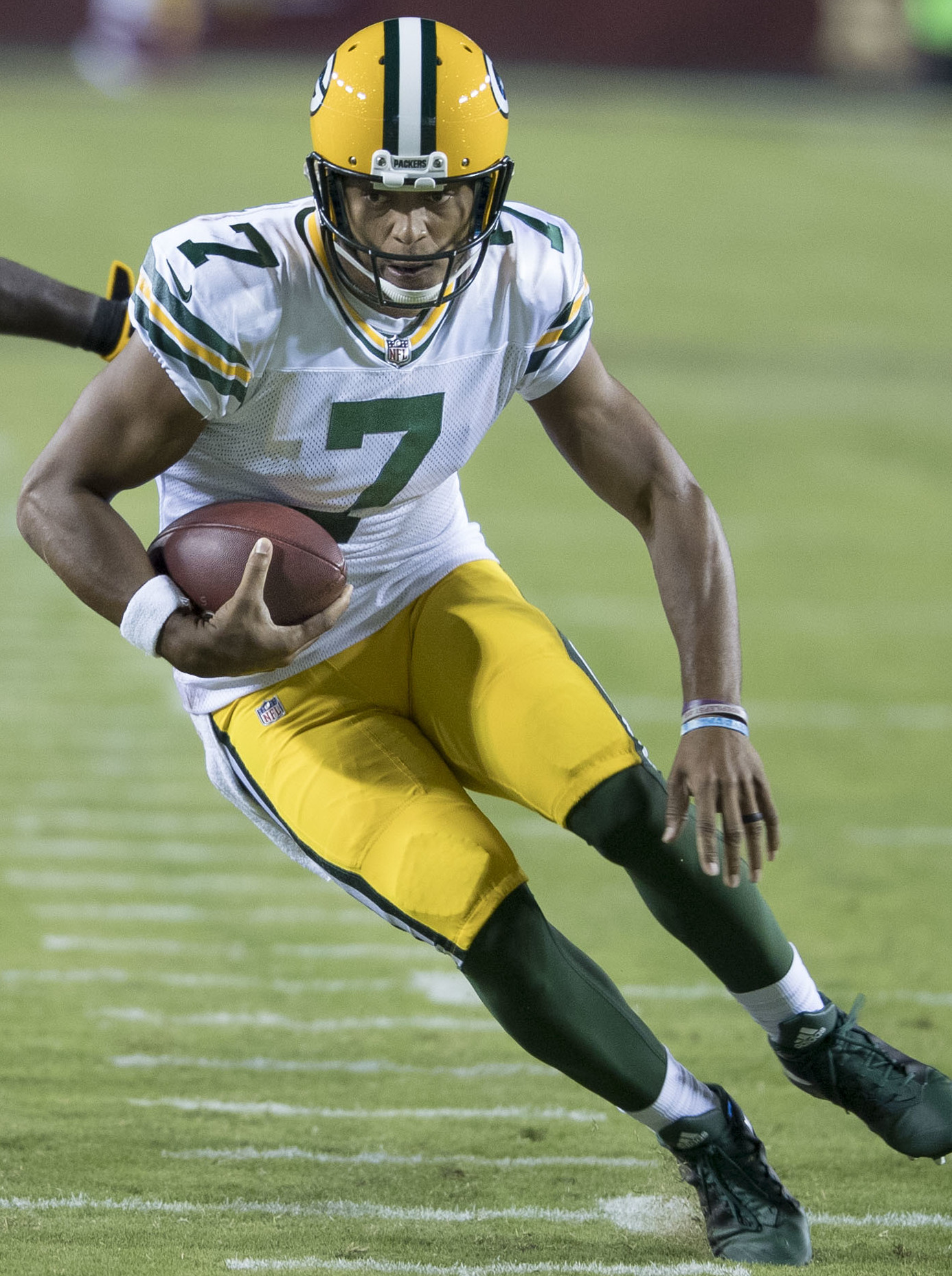
Бретт Хандли в составе «Пэкерс», 2017 год.

Он хорошо провёл предсезонную подготовку, в четырёх предсезонных матчах выполнив 45 пасов из 65 попыток и став лучшим по пасовому рейтингу с показателем 129,6. Яркое выступление не помогло ему выиграть конкуренцию и в чемпионате 2015 года Хандли на поле не выходил. В марте 2016 года «Пэкерс» обменяли Толзиена в «Индианаполис Колтс» и Хандли стал вторым квотербеком команды. В регулярном чемпионате он принял участие в четырёх играх, сумев реализовать всего две попытки паса из десяти.
Шанс проявить себя Хандли получил в октябре 2017 года после того как Аарон Роджерс сломал ключицу в первой четверти матча против «Вайкингс». Он вышел на замену, отдал 18 точных передач из 33 попыток, набрав 157 ярдов. Во второй четверти игры он отдал первый тачдаун-пас в своей карьере в НФЛ. В то же время Хандли бросил три перехвата и игра завершилась победой «Миннесоты» со счётом 23:10. После матча главный тренер «Пэкерс» Майк Маккарти поддержал игрока, назвав его «своим квотербеком».
Заменяя Роджерса, Хандли провёл за «Грин-Бей» ещё девять игр. «Пэкерс» выиграли только три из них и, после удачного старта с пятью победами в шести матчах, опустились на третье место в таблице Центрального дивизиона НФК. После окончания чемпионата клуб выменял у «Кливленда» Дешона Кайзера. В межсезонье он пытался бороться за место в составе, набрав в подготовительных матчах 263 ярда, но в итоге «Пэкерс» приняли решение о его обмене.

#### Резервист
В конце августа 2018 года «Сиэтл Сихокс» обменяли Хандли, отдав за него право выбора в шестом раунде драфта 2019 года. Комментируя свой переход, он сказал, что «счастлив возможности начать всё заново». В регулярном чемпионате он не получил возможности проявить себя и в марте 2019 года в статусе свободного агента подписал контракт с «Аризоной». В «Кардиналс» Хандли занял позицию запасного квотербека вместо отчисленного Майка Гленнона. В регулярном чемпионате 2019 года Хандли выходил на поле в трёх матчах, заменяя травмированного Кайлера Мюррея. В марте 2020 года он подписал с клубом новый годичный контракт.
В сезоне 2020 года Хандли на поле не выходил и после его окончания получил статус свободного агента. В июле 2021 года он подписал контракт с «Индианаполисом», которому после травмы Карсона Венца требовался опытный пасующий.

#### Статистика выступлений в НФЛ

##### Регулярный чемпионат
| Сезон | Команда            | Игры | Пас | Пас | Пас  | Пас   | Пас | Пас | Пас | Пас  | Вынос | Вынос | Вынос | Вынос |
| Сезон | Команда            | Игры | Cmp | Att | Pct  | Yds   | Y/A | TD  | Int | Rtg  | Att   | Yds   | Avg   | TD    |
| ----- | ------------------ | ---- | --- | --- | ---- | ----- | --- | --- | --- | ---- | ----- | ----- | ----- | ----- |
| 2015  | Грин-Бей Пэкерс    | 0    | 0   | 0   | 0,0  | 0     | 0,0 | 0   | 0   | 0,0  | 0     | 0     | 0,0   | 0     |
| 2016  | Грин-Бей Пэкерс    | 4    | 2   | 10  | 20,0 | 17    | 1,7 | 0   | 1   | 0,0  | 3     | -2    | -0,7  | 0     |
| 2017  | Грин-Бей Пэкерс    | 11   | 192 | 316 | 60,8 | 1 836 | 5,8 | 9   | 12  | 70,6 | 36    | 270   | 7,5   | 2     |
| 2018  | Сиэтл Сихокс       | 0    | 0   | 0   | 0,0  | 0     | 0,0 | 0   | 0   | 0,0  | 0     | 0     | 0,0   | 0     |
| 2019  | Аризона Кардиналс  | 3    | 5   | 11  | 45,5 | 49    | 4,5 | 0   | 0   | 58,5 | 7     | 41    | 5,9   | 0     |
| 2020  | Аризона Кардиналс  | 0    | 0   | 0   | 0,0  | 0     | 0,0 | 0   | 0   | 0,0  | 0     | 0     | 0,0   | 0     |
| 2021  | Индианаполис Колтс | 0    | 0   | 0   | 0,0  | 0     | 0,0 | 0   | 0   | 0,0  | 0     | 0     | 0,0   | 0     |
| Всего | Всего              | 18   | 199 | 337 | 59,1 | 1 902 | 5,6 | 9   | 13  | 67,6 | 46    | 309   | 6,7   | 2     |

##### Плей-офф
| Сезон | Команда         | Игры | Пас | Пас | Пас | Пас | Пас | Пас | Пас | Пас | Вынос | Вынос | Вынос | Вынос |
| Сезон | Команда         | Игры | Cmp | Att | Pct | Yds | Y/A | TD  | Int | Rtg | Att   | Yds   | Avg   | TD    |
| ----- | --------------- | ---- | --- | --- | --- | --- | --- | --- | --- | --- | ----- | ----- | ----- | ----- |
| 2016  | Грин-Бей Пэкерс | 1    | 0   | 0   | 0,0 | 0   | 0,0 | 0   | 0   | 0,0 | 1     | 14    | 14,0  | 0     |
| Всего | Всего           | 1    | 0   | 0   | 0,0 | 0   | 0,0 | 0   | 0   | 0,0 | 1     | 14    | 14,0  | 0     |

### Личная жизнь
Со своей супругой Даниеллой Бошам Бретт познакомился в университете в 2012 году. В 2016 году они поженились. Она изучала философию, занималась музыкальной карьерой под псевдонимом Дионн Анила. Вместе они сотрудничают с фондом «Спортсмены против эпилепсии».